# Nikolaus Dumba

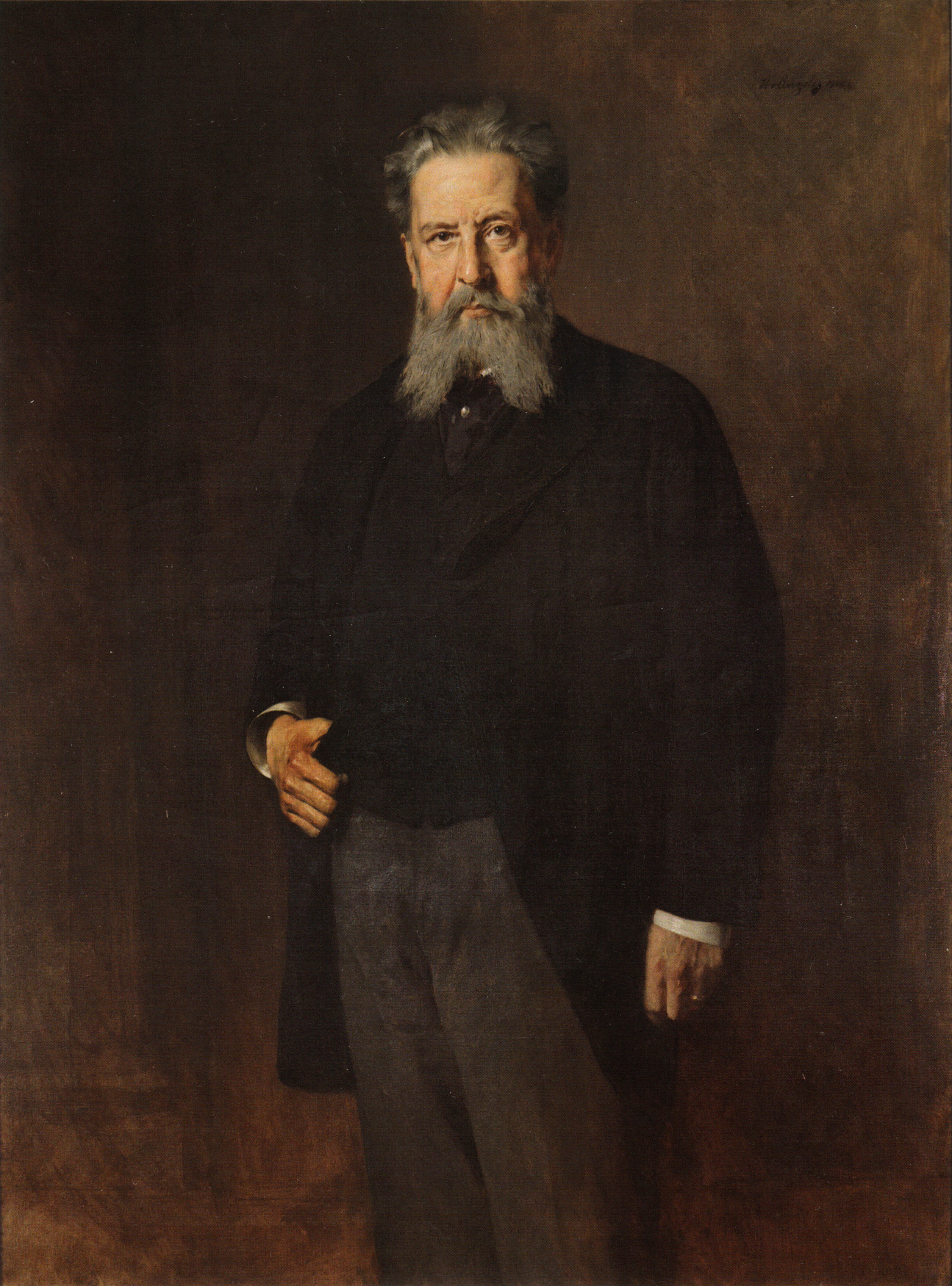
Nikolaus Dumba

Nikolaus Dumba (Viena, 24 de julio de 1830 – Budapest, 23 de marzo de 1900) fue un empresario y político austriaco de ascendencia griega, muy conocido por ser un importante mecenas en los campos del arte y de la música. Su hijo Konstantin fue el último embajador del Imperio Austrohúngaro en los Estados Unidos.

## Biografía
Era hijo del comerciante griego Stergios Dumba, emigrado a Austria desde la población de Vlasti, en aquel tonces parte del Imperio Otomano.
Nikolaus hizo sus estudios primarios y secundarios en Viena, pero él y su hermano Michael pasaron los últimos años de su adolescencia, durante los años revolucinarios de 1847-48, viviendo en la residencia del embajador austriaco Anton von Prokesch-Osten en Athens.
En 1852 viajó por Egipto con el escritor Alexander Ziegler.
De regreso a su país terminó de formarse en el área comercial y se encargó de un molino telar en Tattendorf que había sido gestionado antes por su primo Theodore. Llegó a tener 1880 empleados y convertirse en un exitoso negocio. Esta holgada situación le permitió dedicarse a otros campos, enfocándose inicialmente en la política.

## Labor de mecenazgo

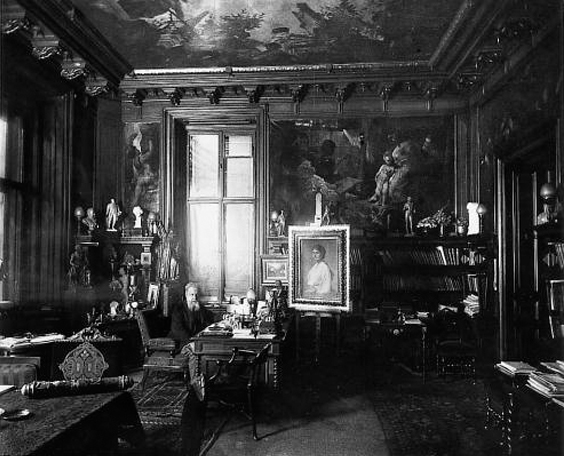
Dumba en su despacho del Palacio Dumba

Nikolaus Dumba llegó a convertirse en un amigo íntimo de Hans Makart, Gustav Klimt y Carl Kundmann y un gran promotor del arte contemporáneo. Colaboró de modo imporrante en los monumentos dedicados a varios de los compositores austriacos más conocidos, llegando a ser vicepresidente de Gesellschaft der Musikfreunde.
Donó 50.000 guldens (moneda de la época en Austria-Hungría) a la Sociedad Coral de Viena para que no tuviesen problemas financieros y simplemente a cambio de que “de vez en cuando” realizasen algún concierto coral en su honor. Con este motivo, hoy en día se canta frecuentemente la Misa alemana de Franz Schubert en su honor.
En su testamento legó más de 200 manuscritos originales de Schubert a la ciudad de Viena, los cuales fueron la base de la colección de partituras más rica del mundo actualmente, que se encuentra en la biblioteca del Ayuntamiento de Viena.

### Benefactor en Grecia
Tras visitar Atenas con su esposa Anna en la edad adulta, hizo una donación a la Universidad de Viena que permitió concluir la construcción de su interior. En la ciudad de Serres, cerca de la población natal de su padre, fundó un orfanato y contribuyó a la construcción de una escuela en colaboración con su amigo Georgios Averoff.

## Responsabilidades políticas
Entre 1870 y 1896 fue miembro delparlamento regional, sirviendo en el área de finanzas y el comité de pobreza. En 1885 el Kaiser le nombró miembro de la cámara alta del imperio.

## Reconocimientos y títulos

### Medallas
- Orden de la coronza de hierro, de segunda clase.
- Cruz de caballero de la Orden de Francisco José
- Cruz de comandante, de primera clase, de la Orden de la Corona de Rumania

Una calle de la zona del Ring vienés lleva su nombre ("Dumbastraße"), anteriormente "Künstlergasse" (calle de los artistas) tras votación de la cámara de la ciudad.